# Wrestle Poodles... And Win!
Wrestle Poodles... And Win! är ett livealbum med den återförenade brittiska musikgruppen The Bonzo Dog Doo-Dah Band. Albumet spelades in under en konsert i London Astoria 28 januari 2006.
Medverkande på albumet är de kvarlevande från originalsättningen av Bonzo Dog Band: Neil Innes (sång, gitarr, piano, keyboard), Roger "Ruskin" Spear (tenorsaxofon), Rodney Slater (saxofon, klarinett), "Legs" Larry Smith (trummor, sång), Vernon Dudley Bohay-Nowell (såg, sång), Martin "Sam Spoons" Ash (percussion) och Bob Kerr (kornett, tenorhorn). Dessutom medverkar  “Shiny New Millennium Bonzos”: Adrian Edmondson, Stephen Fry, Paul Merton och Phill Jupitus med olika vokala inslag. Bidragande musiker är Mickey Simmonds (keyboard) och Tom Fry (basgitarr).

## Låtlista
CD 1 (The Tigers Head Days)
1. "Rule Britannia" – 0:36
2. "Hunting Tigers" – 3:18
3. "My Brother Makes the Noises" – 3:27
4. "Doorstep – 1:48
5. "Little Sir Echo" – 2:39
6. "Ali Baba's Camel" – 3:39
7. "Falling in Love Again" – 5:04
8. "Watermelon" – 2:18
9. "Lookout There's a Monster Coming" – 3:39
10. "Whispering" – 1:53
11. "By a Waterfall" – 3:00
12. "Sheik of Araby" – 2:23
13. "Hello Mabel" – 3:06
14. "Jollity Farm" – 3:08
15. "The Equestrian Statue" – 3:01

CD 2 (Into the Electric Era)
1. "Cool Britannia" – 0:50
2. "We Are Normal" – 2:18
3. "The Strain – 4:29
4. "The Sound of Music" – 1:49
5. "Exodus" – 1:23
6. "The Trouser Press" – 4:36
7. "My Pink Half of the Drainpipe" – 4:00
8. "I'm Bored" – 3:12
9. "Sport (The Odd Boy)" – 2:30
10. "Mr. Apollo" – 4:45
11. "Humanoid Boogie" – 3:37
12. "Tent" – 3:33
13. "Can Blue Men Sing the Whites" – 2:53
14. "Look at Me I'm Wonderful" – 3:38
15. "San Francisco" – 1:09
16. "Rhinocratic Oaths" – 3:19
17. "Mr Slater's Parrot" – 2:02
18. "Monster Mash" – 3:03
19. "Urban Spaceman" – 2:30
20. "Canyons of Your Mind" – 3:13